# In the Air Tonight
In the Air Tonight este un cântec interpretat de Phil Collins, care face parte de pe albumul Face Value. Piesa a fost lansată ca single în Marea Britanie, clasându-se pe locul 2 în UK Singles Chart și locul 19 în Billboard Hot 100.